# Kościół Wniebowzięcia Najświętszej Maryi Panny w Haczowie (nowy)
Kościół Wniebowzięcia Najświętszej Maryi Panny w Haczowie (nowy) – zbudowany w latach 1936–1939 murowany, rzymskokatolicki kościół parafialny znajdujący się w Haczowie, w województwie podkarpackim, w powiecie brzozowskim. Jest kościołem parafialnym parafii Wniebowzięcia NMP i sanktuarium Matki Bożej Bolesnej w Haczowie.

## Historia i opis

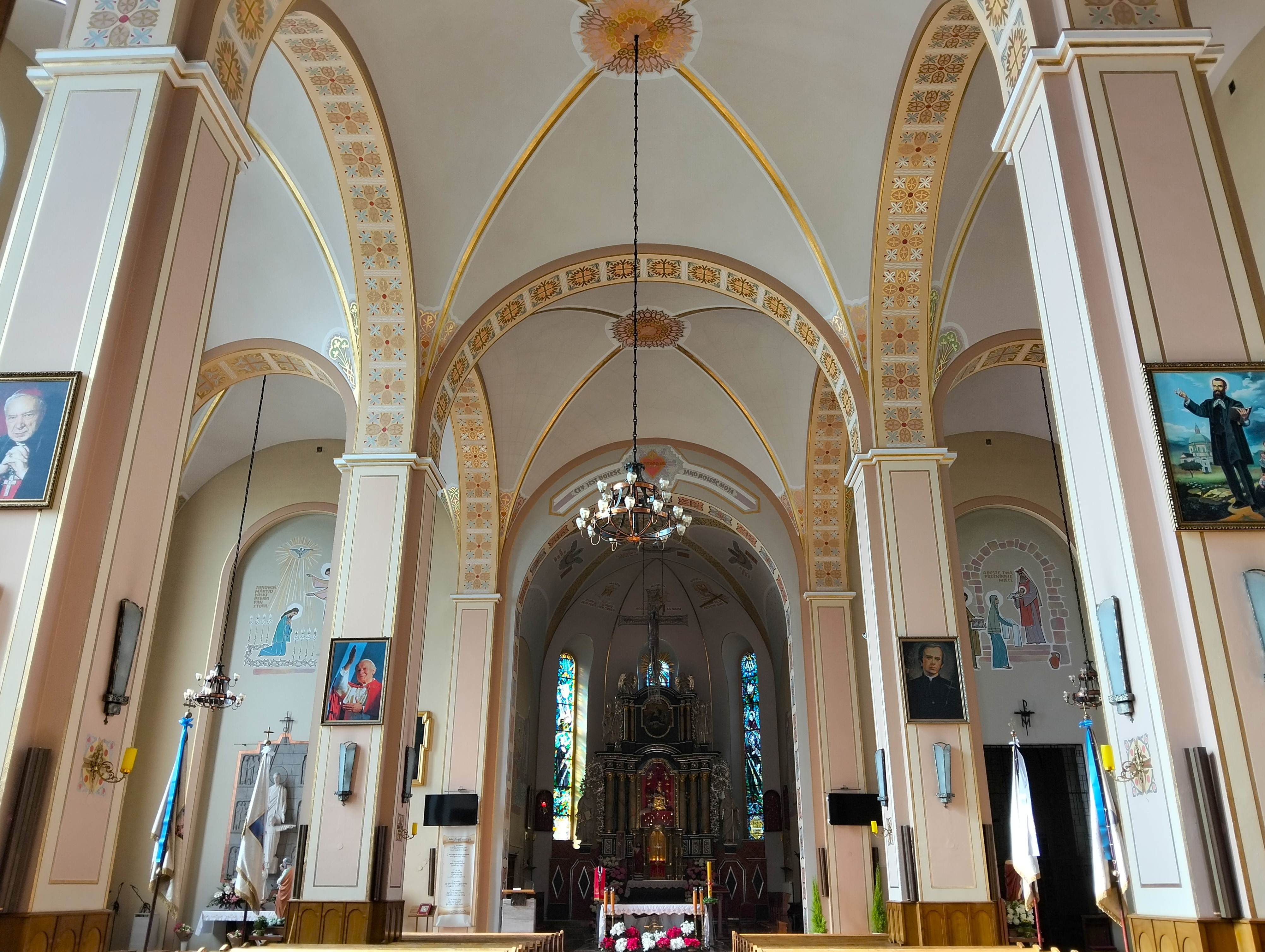
Wnętrze

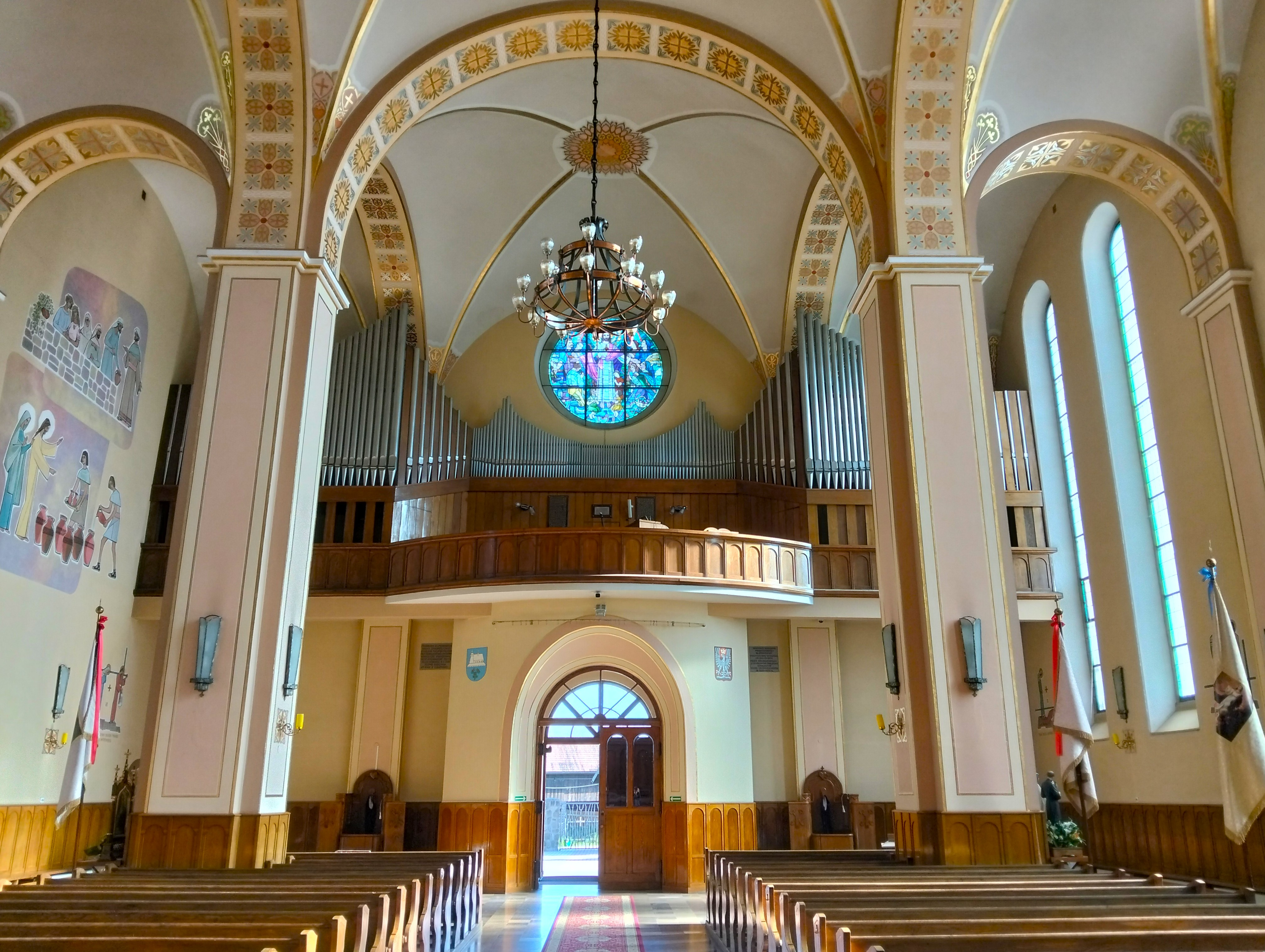
Chór

Kościół wybudowano w pobliżu drewnianego kościoła z XV w.
Haczowscy parafianie pod koniec XIX w. zaczęli gromadzić fundusze na budowę nowej, murowanej świątyni. Trzy razy wykonywano plany kościoła. Autorem pierwszych był architekt Zubrzycki, drugich – Falowski, a ostatnich (trzecich) inżynier Harland (według których rozpoczęto budowę kościoła). Budowy wraz z parafianami podjął się w 1936 r. proboszcz haczowski ks. Marcin Tomaka (sługa Boży, zamordowany w Dachau 8 lipca 1942 r.). 15 sierpnia 1937 r. odbyło się poświęcenie placu pod budowę i wmurowano kamień węgielny. W roku 1938 stały już mury kościoła łącznie z dachem pokrytym blachą. W 1939 dokończono budowę wieży i przystąpiono do tynkowania wnętrza świątyni. 15 sierpnia 1939 r. zostały poświęcone nowe dzwony do świątyni.
Wybuch wojny przerwał prace budowlane (w czasie wojny nowy kościół zamieniony był na magazyn zbożowy). W 1948 zaczęto odprawiać nabożeństwa w nowym kościele. 30 maja 1954 roku bp Franciszek Barda dokonał konsekracji kościoła. W latach 1960–1978 dostosowano wnętrze kościoła do wymogów odnowionej liturgii, wykonano polichromię, zbudowano organy, otynkowano na zewnątrz kościół oraz zbudowano niedaleko nową plebanię.
We wnętrzu kościoła znajduje się późnobarokowy ołtarz główny z końca XVII w. przeniesiony z zabytkowego haczowskiego kościoła (pełnił również rolę głównego ołtarza), w którym umieszczona jest łaskami słynąca figura – Pietà (Matki Bożej Bolesnej) również przeniesiona z XV-wiecznego kościoła. Pietà ta (o wysokości ok. 70–80 cm) została wykonana ok. 1400 r. przedstawia Bolesną Maryję trzymającą na kolanach ciało Pana Jezusa. Papież Jana Paweł II w Krośnie 10 czerwca 1997 r. dokonał koronacji tej Piety. Kościół zdobią okna witrażowe oraz znajdują się w nim organy zbudowane przez Dominika Biernackiego z Warszawy. Poświęcone zostały przez bpa Ignacego Tokarczuka 5 kwietnia 1968 r. W wieży kościoła znajdują się dzwony: św. Mikołaj – zabytkowy z roku 1488 oraz św. Józef i św. Urban z 1939 r. wykonane w pracowni Ludwika Felczyńskiego w Przemyślu. Na zewnątrz w elewacji frontowej umieszczone są figury św. Józefa Sebastiana Pelczara, św. Jana z Dukli, bł. ks. Jana Balickiego i bł. Bronisława Markiewicza. Przed wejściem do kościoła umieszczone są pomniki z rzeźbami, po prawej stronie św. Jana Pawła II (2000 r.), a po lewej księdza Marcina Tomaki. Pomnik przedstawia miejscowego bohaterskiego duszpasterza – proboszcza, męczennika Dachau. Pomnik ten został odsłonięty i poświęcony 23 czerwca 2007 r. przez abpa Józefa Michalika. Wokół kościoła umieszczone są kapliczki przedstawiające siedem boleści Matki Bożej.
Obok tego kościoła znajduje się kościół zabytkowy Wniebowzięcia Najświętszej Maryi Panny i św. Michała Archanioła (późnogotycki drewniany) z XV w. W 2003 obiekt ten wpisano na listę światowego dziedzictwa UNESCO. Obie te świątynie od 31 października 2002 roku stanowią sanktuarium Matki Bożej Bolesnej – Haczowskiej.

## Galeria

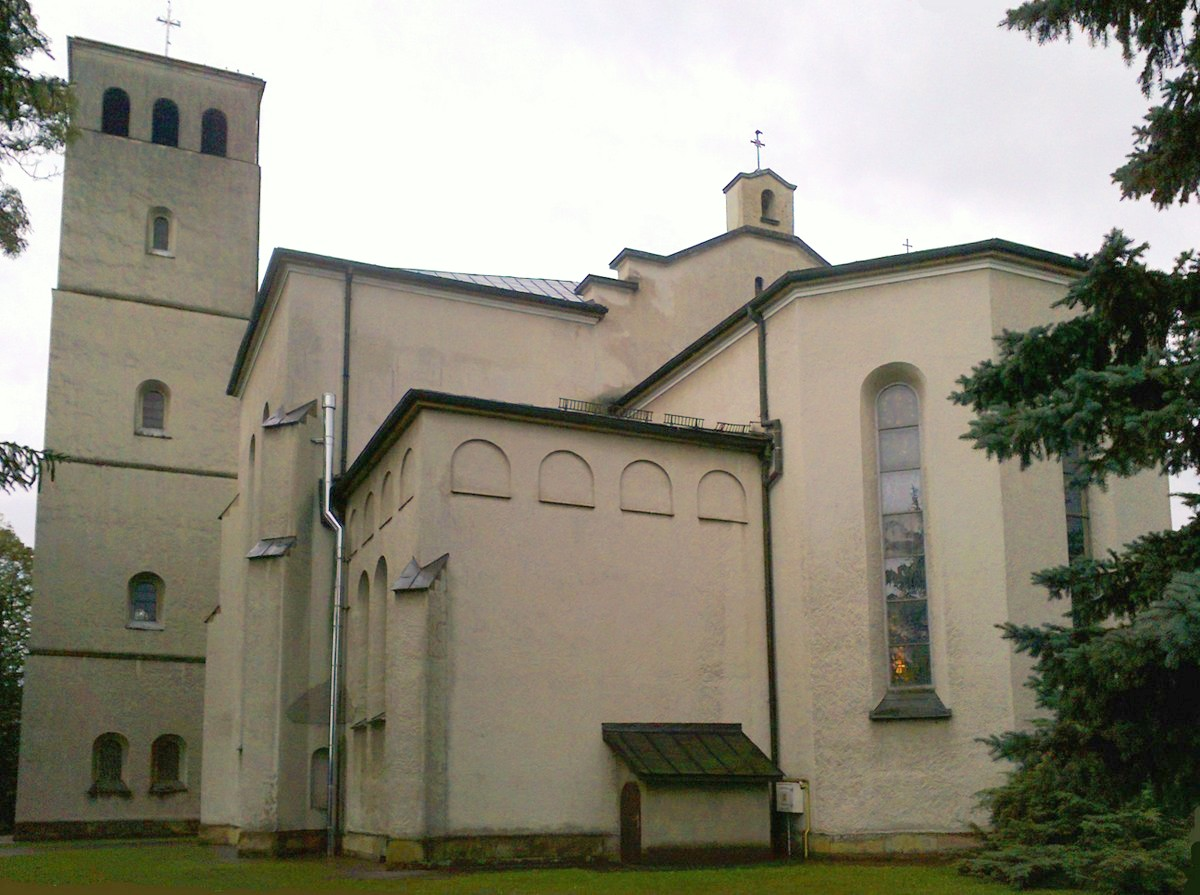
Sanktuarium Matki Bożej Bolesnej
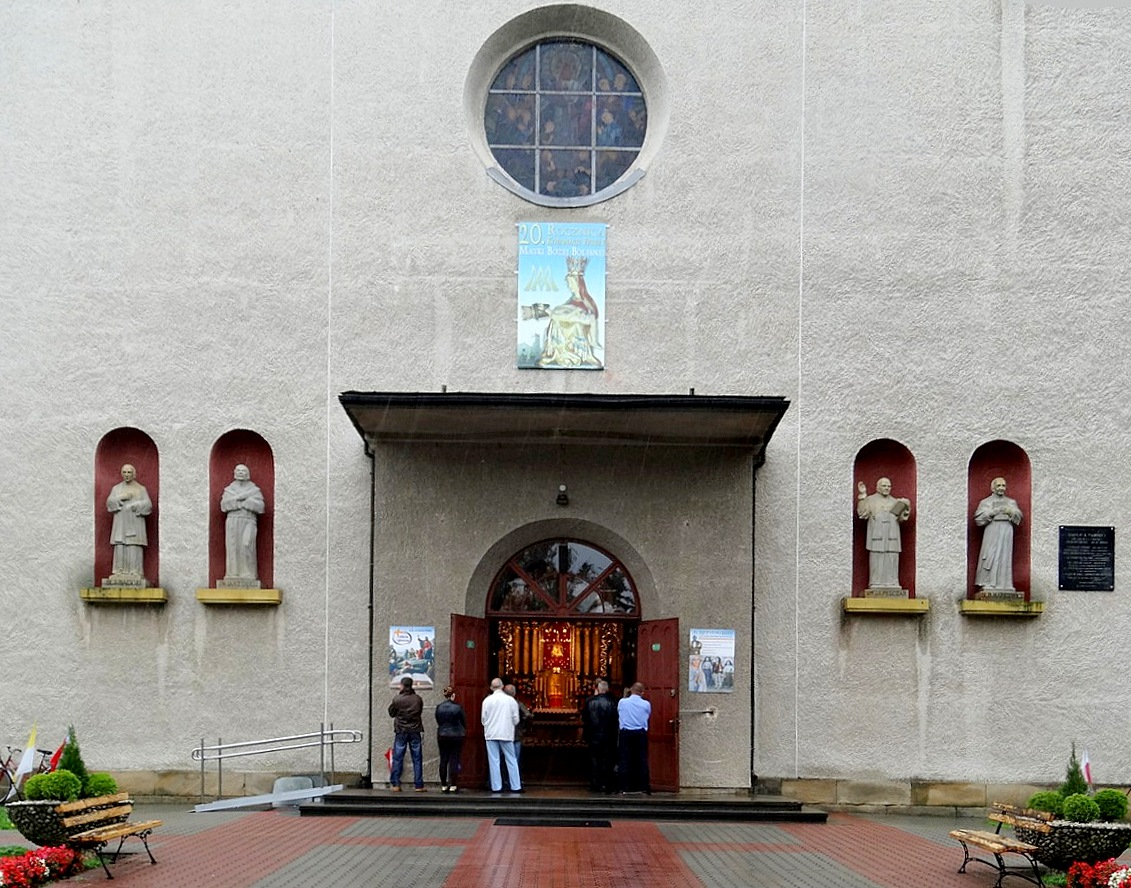
Wejście do świątyni
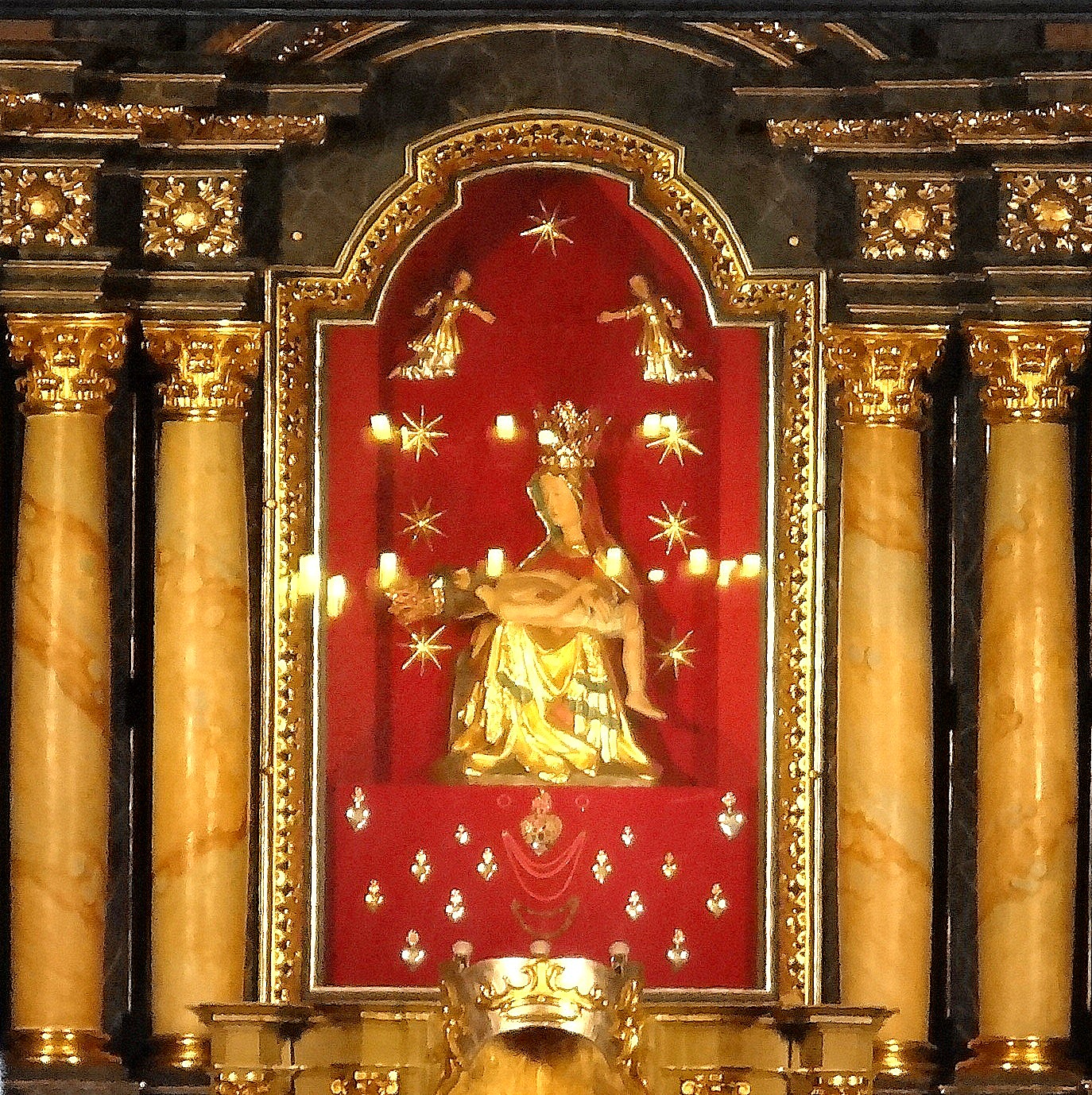
Pietà – Matka Boża Bolesna (ołtarz główny)
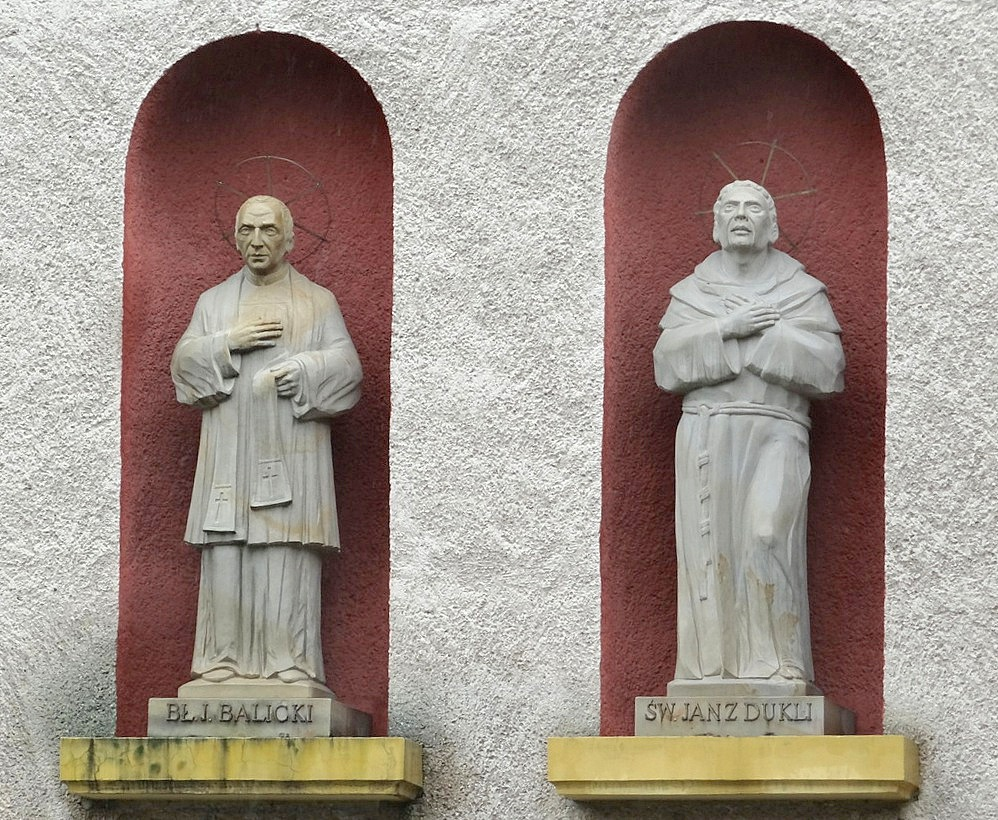
Figury w elewacji kościoła (bł. Jan Balicki i św. Jan z Dukli)
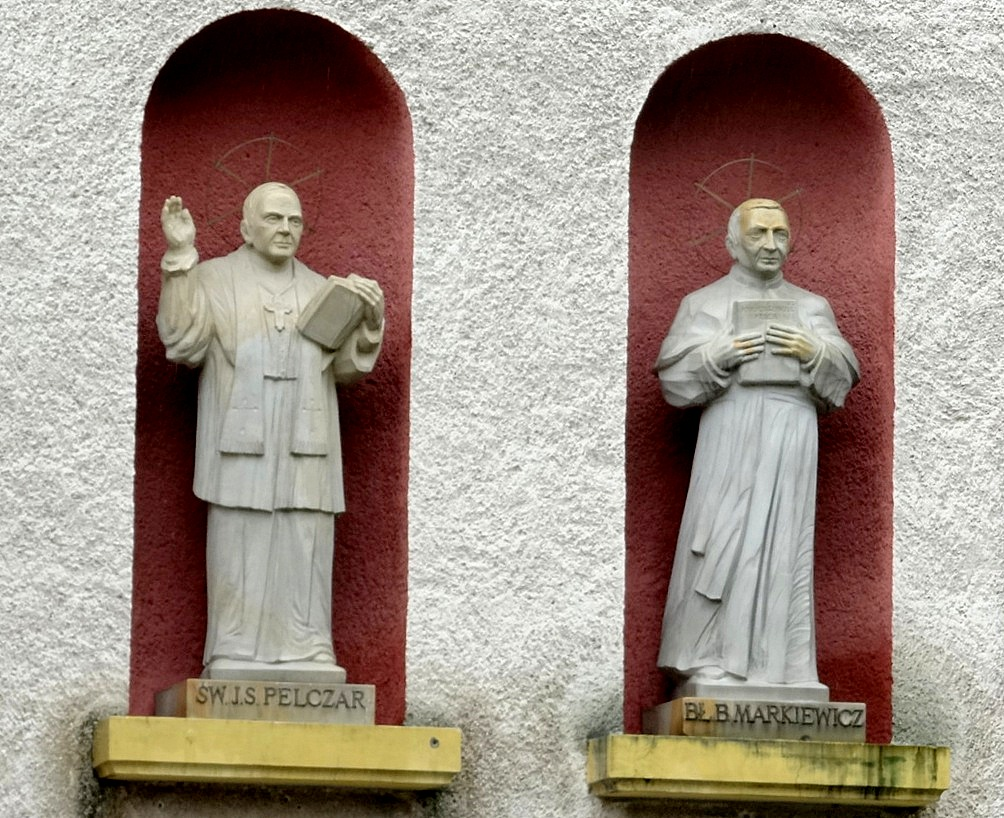
Figury w elewacji kościoła (św. Józef Pelczar, bł. Bronisław Markiewicz)
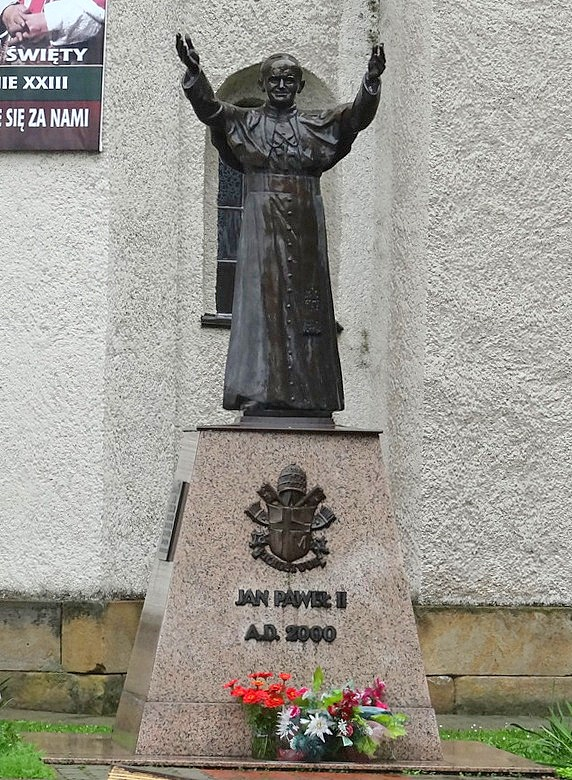
Pomnik św. Jana Pawła II przed kościołem
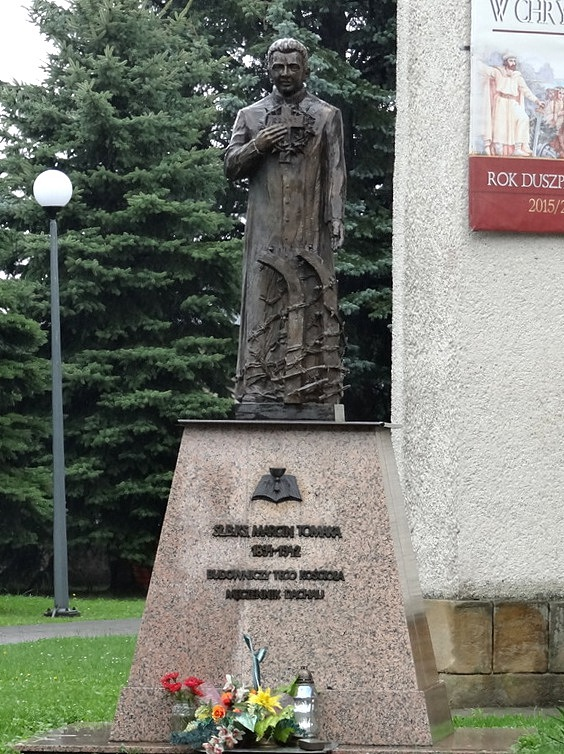
Pomnik przy kościele ks. Marcina Tomaki
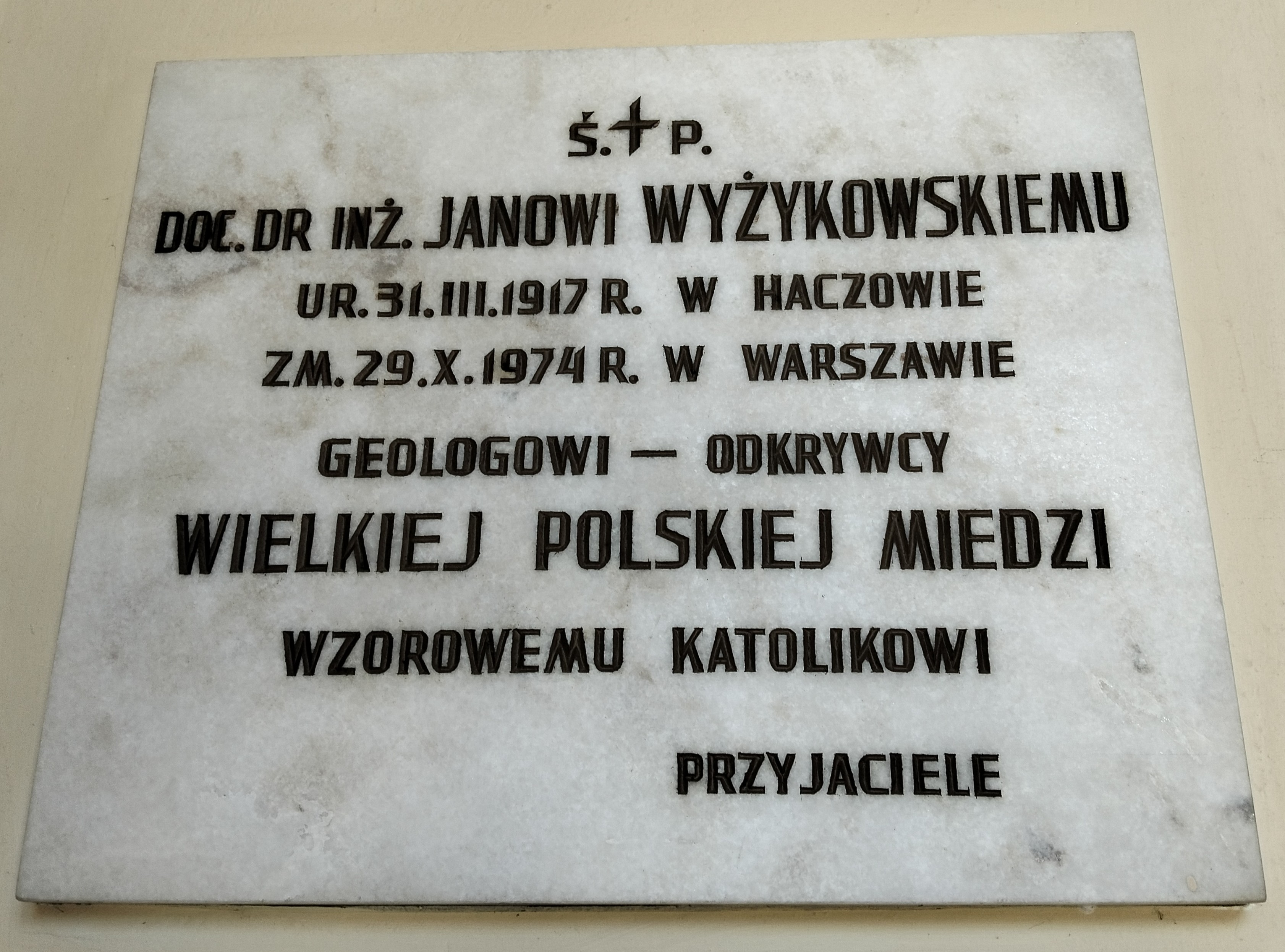
Tablica Jana Wyżykowskiego